# Strangalia doyeni
Strangalia doyeni là một loài bọ cánh cứng trong họ Cerambycidae.